# Englische Madrigalschule
Englische Madrigalschule oder Englische Madrigalistenschule (englisch English Madrigal School) bezieht sich auf die kurze, aber intensive Blütezeit des Madrigals in England – meist von 1588 bis 1627 bzw. 1632 – und der Komponisten, die sie geschrieben haben. Die englischen Madrigale sind a cappella, vorwiegend leicht im Stil und generell inspiriert von Kopien oder direkten Übersetzungen italienischer Vorbilder. Die meisten Madrigale dieser Schule sind für drei bis sechs Stimmen geschrieben.

## Entstehung und bekannte Vertreter
Den Anstoß zur Entstehung der englischen Madrigalschule gab der italienische Komponist Alfonso Ferrabosco der Ältere, der mehrere Jahre in England wirkte. Zu den bekanntesten Vertretern dieser Schule zählen die Komponisten John Dowland (1563–1626), Thomas Morley (1558–1602), Francis Pilkington (ca. 1570–1638), William Byrd (1543–1623), Orlando Gibbons (1583–1625) und Thomas Weelkes (1576–1623). Als Begründer der englischen Madrigalschule gilt Thomas Morley.

## Reihen und Auswahlbände

### Edmund H. Fellowes
Die von dem englischen Musikwissenschaftler und Geistlichen Edmund Horace Fellowes (1870–1951) herausgegebene Reihe The English Madrigalists ist eine umfassende Veröffentlichung zum Madrigalschaffen zur Zeit der Epoche von Königin Elisabeth I.
Ein von E. H. Fellowes herausgegebener repräsentativer Auswahlband von Madrigalen (enthält Werke von John Ward, Thomas Weelkes, John Wilbye, Orlando Gibbons, Thomas Tomkins, Thomas Bateson, William Byrd, John Bennet, Thomas Vautor, Francis Pilkington, Thomas Morley, John Farmer und Giles Farnaby)
Ein von E. H. Fellowes herausgegebener Sammelband English Madrigal Verse 1588-1632 enthält poems (Gedichte) von (den Madrigalisten) Richard Alison, Thomas Bateson, John Bennet, William Byrd, Richard Carlton, Michael East, John Farmer, Giles Farnaby, Orlando Gibbons, John Hilton, William Holborne, Robert Jones, George Kirbye, Henry Lichfild, Thomas Morley, John Mundy, Martin Peerson, Francis Pilkington, Thomas Ravenscroft, Thomas Tomkins, Thomas Vautor, John Ward, Thomas Watson, Thomas Weelkes, John Wilbye, Nicholas Yonge, Henry Youll sowie (den Lautenisten) John Attey, William Barley, John Bartlet, Thomas Campian, Michael Cavendish, Giovanni Coprario, William Corkine, John Danyel, John Dowland, Robert Dowland, Alfonso Ferrabosco, Thomas Ford, Thomas Greaves, George Hanford, Tobias Hume, Robert Jones, George Mason & John Earsden, John Maynard, Thomas Morley, Francis Pilkington, Walter Porter und Philip Rosseter.

### Philip Ledger
In dem von Philip Ledger (1937–2012) herausgegebenen Oxford Book of English Madrigals beispielsweise sind die folgenden Komponisten vertreten (Anzahl der Stücke in Klammern):
Thomas Bateson (1) Those sweet delightful lilies
John Bennet (2) All creatures now; Weep, O mine eyes
William Byrd (3) Lullaby, my sweet little baby ; This sweet and merry month of May ; Though Amaryllis dance
Michael Cavendish (1) Come, gentle swains
Michael East (3) Poor is the life ; Quick, quick, away, dispatch! ; (*No haste, but good!)
John Farmer (2) Fair nymphs, I heard one telling; Fair Phyllis I saw
Giles Farnaby (1) Consture my meaning
Orlando Gibbons (6) Ah, dear heart; Dainty fine bird ; Oh that the learned poets ; The silver swan ; Trust not too much, fair youth; What is our life?
Thomas Greaves (1) Come away. sweet love.
George Kirbye (1) See what a maze of error.
Thomas Morley (10) April is in my mistress' face ; Fyer, fyer! ; Hard by a crystal fountain ; I love, alas, I love thee ; Leave, alas, this tormenting ; My bonny lass she smileth ; Now is the month of maying ; Sing we and chant it ; Though Philomela lost her love ; Whither away so fast.
Robert Ramsey (1) Sleep, fleshly birth
Thomas Tomkins (5) Adieu, ye city-prisoning towers ; Music divine ; Oh yes, has any found a lad? ; See, see the shepherds' queen ; Too much I once lamented.
Thomas Vautor (2) Mother, I will have a husband ; Sweet Suffolk owl.
John Ward (2) Come sable night ; Out from the vale.
Thomas Weelkes (11) As Vesta was ; Come, sirrah Jack, ho! ; Hark, all ye lovely saints ; O care, thou wilt despatch me ; (*Hence care, thou art too cruel) ; Since Robin Hood ; Sing we at pleasure ; Strike it up, tabor ; Thule, the period of cosmography ; (*The Andalusian merchant) ; Thus sings my dearest jewel.
John Wilbye (8) Adieu, sweet Amaryllis ; Draw on, sweet night ; Flora gave me fairest flowers ; Lady, when I behold ; O what shall I do ; Sweet honey-sucking bees ; (*Yet, sweet, take heed) ; Weep, weep, mine eyes.
(*) = zweite Teile